# Coentor
La coentor és un terme que designa, en l'àmbit estètic, de les arts i l'activitat social, la qualitat de coent; entés com a qualificatiu habitualment pejoratiu, pel que fa al mal gust de les obres i accions a què s'aplica. És d'ús freqüent al País Valencià.

## Aplicació
Ens trobem davant un terme ambigu, majorment negatiu, si bé a vegades ha estat reivindicat per la càrrega satírica que porta implícita. Habitualment, s'entén la coentor com una estètica recarregada i extravagant, pròxima al concepte de cursi. És un terme molt semblant al mot alemany "kitsch".
Això no obstant, cal entendre que aquest és un terme polisèmic. La coentor pot ser un enfocament estètic premeditat per a abordar diferents manifestacions artístiques i culturals; i adquirir així la consideració de gènere dins el món de la cultura popular valenciana. En aquest sentit, la coentor pot ser explicada com una forma desimbolta de mostrar la realitat; una mena de crítica a aqueixa mateixa societat, mitjançant el recurs de l'exageració. Sense entrar en el camp de la crítica, l'ostentació personal i un cert gust estètic per figures recarregades de caràcter barroc que es poden veure en manifestacions culturals com les falles, que també han estat qualificades de coentes.
En el camp de la sociolingüística, la coentor també fa referència a l'assimilació dels costums i la llengua castellans per part de les classes socials benestants -i no tan benestants- valencianes per tal d'oferir una imatge cosmopolita -a la mida de Madrid-, tot caient en el provincianisme més flagrant. Cal assenyalar aquesta actitud com a impostada i plena d'elements que indiquen el falsejament de les accions que se'n deriven, amb un estil identificable en l'ús d'un castellà ple de valencianismes, a conseqüència dels escassos coneixements d'aquesta llengua. Crítiques a aquesta actitud la podem trobar a les obres literàries d'Eduard Escalante, com Tres forasters de Madrid o Bufar en caldo gelat.

## Reivindicació
L'actor Joan Monleon va manifestar en diverses ocasions la necessitat de reivindicar "la nostra coentor i la nostra manera descarada de ser" o bé de "recuperar la tradició popular valenciana, fonamentada en els autors carregats de sàtira contra el poder". Aquests autors serien els valencians Bernat i Baldoví o Eduard Escalante, escriptors de sainet, gènere teatral on sembla que la coentor ha trobat la seua millor expressió.